# Каркас Бунге
Каркас Бунге (лат. Celtis bungeana) — вид древесных растений рода Каркас (Celtis) семейства Коноплёвые (Cannabaceae).

## Ботаническое описание
Кустарник высотой 1,5 м или дерево высотой до 15 м, с почти шарообразной, широкой и густой кроной. Кора светло-серая, гладкая.
Листья яйцевидные или продолговато-яйцевидные, длиной 4—8 см, в средней части пильчато-зубчатые, с округлым скошенным основанием, остроконечной верхушкой, светло-зелёные, сверху блестящие, с обеих сторон голые, на черешках длиной 5—10 мм.
Плоды шаровидные, чёрно-красные, диаметром 6—7 мм.

## Распространение и экология
В природе ареал вида охватывает центральные и северные районы Китая и Корейский полуостров.
Произрастает на сухих каменистых склонах.
В Северную Америку интродуцирован в 1868 году.

## Таксономия
Вид Каркас Бунге входит в род Каркас (Celtis) семейства Коноплёвые (Cannabaceae) порядка Розоцветные (Rosales).
|  |                                      |  |                                                             |                                                             |                      |  | ещё 8 семейств (согласно Системе APG II) | ещё 8 семейств (согласно Системе APG II) |                  |  |  |  | ещё около 70 видов |
|  |                                      |  |                                                             |                                                             |                      |  | ещё 8 семейств (согласно Системе APG II) | ещё 8 семейств (согласно Системе APG II) |                  |  |  |  | ещё около 70 видов |
|  |                                      |  |                                                             | порядок Розоцветные                                         |                      |  |                                          |                                          | род Каркас       |  |  |  |                    |
|  |                                      |  |                                                             | порядок Розоцветные                                         |                      |  |                                          |                                          | род Каркас       |  |  |  |                    |
|  | отдел Цветковые, или Покрытосеменные |  |                                                             |                                                             | семейство Коноплёвые |  |                                          |                                          | вид Каркас Бунге |  |  |  |                    |
|  | отдел Цветковые, или Покрытосеменные |  |                                                             |                                                             | семейство Коноплёвые |  |                                          |                                          |                  |  |  |  |                    |
|  |                                      |  | ещё 44 порядка цветковых растений (согласно Системе APG II) | ещё 44 порядка цветковых растений (согласно Системе APG II) |                      |  |                                          | ещё 9 родов                              | ещё 9 родов      |  |  |  |                    |
|  |                                      |  |                                                             | ещё 44 порядка цветковых растений (согласно Системе APG II) |                      |  |                                          |                                          | ещё 9 родов      |  |  |  |                    |